# Stadtbibliothek Bremerhaven
Die Stadtbibliothek Bremerhaven ist die bedeutendste Bibliothek der namensgebenden Stadt. Sie besteht seit 1873 und befindet sich nach diversen Umzügen und der weitgehenden Zerstörung im Zweiten Weltkrieg seit 2005 im 2. Obergeschoss des Hanse-Carrés (Bürgermeister-Smidt-Str. 10). Dort finden sich rund 127.000 Medien der Erwachsenen-, Kinder- und Musikabteilung auf 2150 m² Fläche.

## Geschichte

### 1873–1918
Die Stadtbibliothek wurde 1873 auf Initiative von Leopold von Vangerow, einem Mitglied des Bremerhavener Gemeinderates, und dem Bremer Senatskommissar für die Hafenstädte Hermann Albert Schumacher gegründet. In Bremen sollten mehrere Bibliotheken zu einer Stadtbibliothek zusammengelegt werden und dabei fielen viele Doubletten an. Schumacher setzte sich mit dem Bremer Bibliothekar Johann Georg Kohl in Verbindung, der seinerseits Leopold von Vangerow die Zusage machte, geeignete Werke als Geschenk für die Stadtbibliothek Bremerhaven zusammenzustellen. Am 22. September 1873 wurde die Bibliothek, deren Anfangsbestand 5319 Bände umfasste, in der Knabenvolksschule (später Goetheschule) eröffnet. Neben den Bremer Bibliotheken hatte die Handelskammer gespendet, aber auch private Sammler aus Bremen und Bremerhaven, der Nautische Verein und das Bremer Archiv. Erster (nebenamtlicher) Bibliothekar war der Lehrer Tanzmann, der 300 Mark jährlich als Entschädigung erhielt und dafür die Bibliothek pro Woche zwei Mal je eine Stunde öffnete. Bis 1880 wuchsen die Bestände durch Schenkungen und Ankauf sowie durch Bestände der Schulbibliotheken auf 10.650 Bände an, 1904 waren es bereits 17.260. 1889 erfolgte der Umzug in das Erdgeschoss des Stadthauses, 1893 in die zweite Etage. 1904 zog das Haus erneut um, nämlich in die zweite Etage der Städtischen Sparkasse. Nach einer Besichtigung der Bremer Bibliothek beschloss der Gemeinderat, das dortige Magazinsystem zu übernehmen, so dass 30.000 Bände aufgestellt werden konnten. Allerdings wurde infolgedessen die bisherige Freihandaufstellung durch die Thekenbuchausgabe abgelöst. Der neue Lesesaal bot Platz für 350 Bände Nachschlagebestand und Zeitschriften aus dem technischen, historischen und literaturwissenschaftlichen Bereich. Außerdem waren nun Bilder, Pläne und Karten zur Geschichte Bremerhavens untergebracht. Während des Ersten Weltkriegs mussten etwa 1500 Bände 1916 an das Heer abgegeben werden. Der während des Krieges reduzierte Anschaffungsetat wurde wieder auf 5000 Mark heraufgesetzt.

### 1918–1945
Die Bibliothek sollte eine moderne Bildungsbibliothek werden, um die Bildungsbedürfnisse auch der Akademiker befriedigen zu können. Daher wurde ein städtischer Zentralkatalog angelegt. Es folgte die Angliederung der Lehrer-Zentralbibliothek und der Zusammenschluss mit der Bibliothek der Männer vom Morgenstern, einer heimatkundlichen Bücherei mit 2000 Bänden. Um den Bestand besser zu erschließen, wurde mit dem Aufbau eines Systematischen- und eines Schlagwortkataloges begonnen, 1930 kam ein 500-seitiges Bücherverzeichnis heraus. Anlässlich des fünfzigjährigen Jubiläums erhielt die Bibliothek 1923 als Geschenk des Landes Bremen eine jährliche Zuwendung von 3000 Mark. Als pro Band eine Leihgebühr von 10 Pfennigen eingeführt wurde, brach die Nutzung 1924 um etwa 30 % ein. 1929 wurden regelmäßigere Öffnungszeiten eingeführt, von 19 bis 20 Uhr war sie freitags für Berufstätige geöffnet. 1932 folgte auf Prof. Werner als Leiter Otto Höver. Ab 1933 wurden jüdische und marxistische Schriften von der Ausleihe ausgeschlossen. Die Zuwendungen aus Bremen entfielen und 1934 wurde ein Vertrag zwischen Bremerhaven und der preußischen Gemeinde Wesermünde – Lehe und Geestemünde – über die Zusammenlegung der Bibliotheken geschlossen, der dazu führte, dass die Stadtbibliothek im nächsten Jahr mit den Lesehallen der Städte Lehe und Geestemünde zum Institut Stadtbibliothek und Volksbüchereien Bremerhaven-Wesermünde zusammengeschlossen wurden. Die Einrichtung verfügte über einen Bestand von 30.000 Bänden, wurde jedoch schon 1938 wieder aufgeteilt. Es entstand eine „Volksbücherei“ zur Bildung im Sinne des Regimes, während die Abteilung „Stadtbibliothek“ als wissenschaftliche Studienbibliothek an den überörtlichen Leihverkehr angeschlossen wurde. Beide Abteilungen hatten getrennte Ausgabestellen, aber gemeinsame Öffnungszeiten. Die Bestände im Umfang von 40.000 Bänden wurden durch den Luftangriff vom 18. September 1944 bis auf 350 Exemplare, die ausgeliehen waren, vernichtet.

### 1945–1965
Bei der Wiedereröffnung in der heutigen Lessingschule verfügte die Bibliothek am 2. August 1945 über 2085 Bände; sie war wöchentlich zehn Stunden geöffnet. 1948 erfolgte der Umzug in die 2. Etage des Stadthauses 4, 1952 erfolgte die Rückgabe der ausgeliehenen Bücher an die Schulen. 1956 öffnete die Zweigstelle Geestemünde (Friedrich-Ebert-Straße) als Freihandbibliothek mit 3500 Bänden ihre Pforten, im folgenden Jahr wurde die „Deutsch-Amerikanische Bibliothek“ zur Zweigstelle der Stadtbibliothek (Bürger / Ecke Keilstraße). An diese Schenkung war die Gebührenfreiheit gebunden. 1959 wurde als weitere Zweigstelle die „Breitenbachstraße“ am 13. März eröffnet, 1965 die Zweigstelle Grünhöfe. 1962 erfolgte ein abermaliger Umzug, diesmal in die Hafenstraße 76, eröffnet wurde sie am 21. Mai. Unter Leitung von Edeltraut Nobis, die das Haus bereits am 1. April 1954 übernommen hatte, wurde am 1. Januar 1963 die Jugendbücherei im Haus der Jugend (Rheinstraße) eröffnet. Es folgte die Eröffnung der Bücherei der Jugend in der „Bürger“ (heute Gemeindehaus der „Großen Kirche“) unter Leitung von Ursula Rosentreter.

### 1966–1997
1966 erfolgte die Eröffnung des Neubaues an der Deichstraße 21. Zwar war schon 1964 damit begonnen worden, den unvollendet gebliebenen Luftschutzbunker auf dem Torfplatz abzubrechen, doch blieb der Keller als Magazin, da die Abbrucharbeiten sehr schwierig waren. In das Obergeschoss zog neben der zentralen Bibliotheksverwaltung auch die Volkshochschule ein. Gleichzeitig bezog die Zweigstelle „Geestemünde“ #die frei gewordenen Räume der Bibliothek an der Hafenstraße 76 als Zweigstelle „Lehe“, Leiterin war Gerda Roesner, die Leitung der Hauptstelle übernahm  Helga Frank. Es folgten weitere Zweigstellen, wie 1967 die „Leherheide“ (Julius-Leber-Platz 5, Leitung: Arthur Rosentreter) oder 1968 der „Geschwister-Scholl“ als Jugend- und Schulbibliothek (bis 1994, Leitung: Barbara Hudema). 1975 wurde die Schulbibliothek „Carl von Ossietzky“ (Leitung: Elena Reimann) eröffnet. 1978 zog die „Bücherei der Jugend“ in den Erweiterungsbau an der Deichstraße 21 und 1982 eröffnete die Musikbibliothek in der 1. Etage der Hauptstelle (Leitung: Barbara Grevesmühl). Parallel wurde die Bücherei im Haus der Jugend an der Rheinstraß geschlossen. 1984 übernahm Erdmann Steinmetz als Nachfolger von  Ingeborg Rodewald die Leitung der Stadtbibliothek. 1987 zog die Zweigstelle Lehe von der Hafen-in die Lessingschule, die 1992 endgültig geschlossen wurde ebenso wie 1993 die Zweigstellen in Nordlehe und die Schulbibliothek „Carl von Ossietzky“. 1990 begann der Aufbau der „Bücher auf Rädern“.

### 1997–2019
1997 wurden die 1957 abgeschafften Lesegebühren wieder eingeführt, mit Ausnahme von Kindern und Schülern. Auch wurden die Zweigstellen „Bücherei der Jugend“, „Hauptstelle“ und „Musikbibliothek“ zur „Zentralbibliothek“ mit gemeinsamer Lesekarte und Ausleihtheke zusammengelegt. Inzwischen waren die Öffnungszeiten auf Montag bis Mittwoch sowie Freitag auf 11 bis 18 Uhr ausgedehnt worden, hinzu kam samstags von 11 bis 13 Uhr. 1997 wurde auch die Zweigstelle „Grünhöfe“ geschlossen.
1998 begann die Einführung der Elektronischen Datenverarbeitung (EDV). Schon im ersten Jahr wurden ca. 3500 CDs, 4250 MCs, 1700 LPs, 10.000 Musikalien (= Noten), 300 Videos und ca. 200 Zeitschriften und Tageszeitungen erfasst. Als Nachfolgerin von Erdmann Steinmetz kommt 2000 Marianne Brauckmann, zuvor Direktorin der Stadtbibliothek Solingen, und thematisiert öffentlich die prekäre Gesamtsituation der Bibliothek, die Politik reagiert und leitet Veränderungen ein wie die Planung für den Auszug aus dem maroden Gebäude an der Deichstraße und 2001 die Bereitstellung der Mittel für die EDV-Verbuchung. In diesem Jahr übernimmt Elke Albrecht, langjährige Leiterin der Hauptbibliothek, die Leitung von Marianne Brauckmann, die nach Bremen wechselt. 2004 erfolgt dann der Umzug ins Hanse-Carré, am 13. Januar 2005 dort die Wiedereröffnung.
Am 19. Mai 2010 erfolgte die Grundsteinlegung für den Neubau der mittlerweile einzigen Zweigstelle, der Stadtteilbibliothek Leherheide, die am 15. März 2011 eröffnet wurde.

### Seit 2020
Im Januar 2022 übernimmt Anika Schmidt, zuvor Leiterin der Stadtbücherei Delmenhorst, die Leitung der Bibliothek.
Am 26. Oktober 2022 beschließt der Magistrat der Stadt Bremerhaven, „die Stadtbibliothek Bremerhaven in einen Campus für Kultur, Begegnung und Bildung umzuwandeln.“
Zum 150-jährigen Bestehen der Stadtbibliothek im April 2023 gibt es ein umfangreiches Festprogramm und einen großen Empfang mit Vertreterinnen und Vertretern aus Politik, Gesellschaft, Kultur und mit Menschen aus Bremerhaven. Der Historiker Jannis Sachweh legt eine Festschrift zum Jubiläum vor. Zum 1. Januar 2024 verlässt Anika Schmidt nach 2 Jahren die Stadtbibliothek und wechselt an die Stadtbibliothek Bremen. Die Nachfolgerin ist seit Anfang 2025 Paula Sophie Prüßner.